# Eiskunstlauf-Weltmeisterschaften 1960
Die 51. Eiskunstlauf-Weltmeisterschaften fanden vom 1. bis 5. März 1960 in Vancouver (Kanada) statt. Es waren die zweiten Weltmeisterschaften in Kanada nach Montreal 1932. Zum ersten Mal waren in jedem Wettbewerb nur drei Teilnehmer pro Land zugelassen.
Mit dem Sieg des Franzosen Alain Giletti in der Herrenkonkurrenz endete die zwölfjährige US-amerikanische Siegesserie. In der Damenkonkurrenz errang Carol Heiss ihren letzten von fünf Titeln in Folge. Die kanadischen Paarläufer Barbara Wagner und Robert Paul gewannen ihren letzten von vier Titeln in Folge.

## Ergebnisse

### Herren
| Platz | Sportler              | Land                   |
| ----- | --------------------- | ---------------------- |
| 1     | Alain Giletti         | Frankreich             |
| 2     | Donald Jackson        | Kanada                 |
| 3     | Alain Calmat          | Frankreich             |
| 4     | Norbert Felsinger     | Österreich             |
| 5     | Tilo Gutzeit          | BR Deutschland         |
| 6     | Bradley Lord          | Vereinigte Staaten     |
| 7     | Manfred Schnelldorfer | BR Deutschland         |
| 8     | Donald McPherson      | Kanada                 |
| 9     | Gregory Kelley        | Vereinigte Staaten     |
| 10    | Peter Jonas           | Österreich             |
| 11    | Louis James Stong     | Kanada                 |
| 12    | Nobuo Satō            | Japan                  |
| 13    | Hubert Köpfler        | Schweiz                |
| 14    | Robin Jones           | Vereinigtes Königreich |
| 15    | David Clements        | Vereinigtes Königreich |
| 16    | Tim Spencer           | Australien             |
| 17    | William Cherrell      | Australien             |

Punktrichter waren:
- F. Wojtanowskyj  Österreich
- E. Lewis  Kanada
- Gérard Rodrigues-Henriques  Frankreich
- Adolf Walker  BR Deutschland
- G. S. Yates  Vereinigtes Königreich
- E. Finsterwald  Schweiz
- H. G. Storke  Vereinigte Staaten

### Damen
| Platz | Sportlerin          | Land                   |
| ----- | ------------------- | ---------------------- |
| 1     | Carol Heiss         | Vereinigte Staaten     |
| 2     | Sjoukje Dijkstra    | Niederlande            |
| 3     | Barbara Roles       | Vereinigte Staaten     |
| 4     | Regine Heitzer      | Österreich             |
| 5     | Joan Haanappel      | Niederlande            |
| 6     | Jana Mrázková       | Tschechoslowakei       |
| 7     | Wendy Griner        | Kanada                 |
| 8     | Karin Frohner       | Österreich             |
| 9     | Laurence Owen       | Vereinigte Staaten     |
| 10    | Anna Galmarini      | Italien                |
| 11    | Dany Rigoulot       | Frankreich             |
| 12    | Nicole Hassler      | Frankreich             |
| 13    | Sonja Snelling      | Kanada                 |
| 14    | Miwa Fukuhara       | Japan                  |
| 15    | Shirra Kenworthy    | Kanada                 |
| 16    | Junko Ueno          | Japan                  |
| 17    | Bärbel Martin       | BR Deutschland         |
| 18    | Ursel Barkey        | BR Deutschland         |
| 19    | Fränzi Schmidt      | Schweiz                |
| 20    | Carolyn Krau        | Vereinigtes Königreich |
| 21    | Liliane Crosa       | Schweiz                |
| 22    | Carla Tichatschek   | Italien                |
| 23    | Beverly Helmore     | Australien             |
| 24    | Mary Lynette Wilson | Australien             |

Punktrichter waren:
- Martin Felsenreich  Österreich
- W. E. Lewis  Kanada
- Emil Skákala  Tschechoslowakei
- Gérard Rodrigues-Henriques  Frankreich
- Theo Klemm  BR Deutschland
- Pamela Davisg  Vereinigtes Königreich
- G. De Mori  Italien
- L. Benedict-Stieber  Niederlande
- H. G. Storke  Vereinigte Staaten

### Paare
| Platz | Sportler                              | Land               |
| ----- | ------------------------------------- | ------------------ |
| 1     | Barbara Wagner / Robert Paul          | Kanada             |
| 2     | Maria Jelinek / Otto Jelinek          | Kanada             |
| 3     | Marika Kilius / Hans-Jürgen Bäumler   | BR Deutschland     |
| 4     | Margret Göbl / Franz Ningel           | BR Deutschland     |
| 5     | Nina Schuk / Stanislaw Schuk          | Sowjetunion        |
| 6     | Nancy Ludington / Ronald Ludington    | Vereinigte Staaten |
| 7     | Diana Hinko / Heinz Döpfl             | Österreich         |
| 8     | Ljudmila Beloussowa / Oleg Protopopow | Sowjetunion        |
| 9     | Rita Blumenberg / Werner Mensching    | BR Deutschland     |
| 10    | Maribel Owen / Dudley Richards        | Vereinigte Staaten |
| 11    | Debbi Wilkes / Guy Revell             | Kanada             |
| 12    | Ila Ray Hadley / Ray Hadley, Jr.      | Vereinigte Staaten |

Punktrichter waren:
- F. Wojtanowskyj  Österreich
- W. E. Lewis  Kanada
- Emil Skákala  Tschechoslowakei
- Theo Klemm  BR Deutschland
- Pamela Davis  Vereinigtes Königreich
- G. De Mori  Italien
- L. Benedict-Stieber  Niederlande
- E. Finsterwald  Schweiz
- H. G. Storke  Vereinigte Staaten

### Eistanz
| Platz | Sportler                              | Land                   |
| ----- | ------------------------------------- | ---------------------- |
| 1     | Doreen Denny / Courtney Jones         | Vereinigtes Königreich |
| 2     | Virginia Thompson / William McLachlan | Kanada                 |
| 3     | Christiane Guhel / Jean Paul Guhel    | Frankreich             |
| 4     | Margie Ackles / Charles Phillips      | Vereinigte Staaten     |
| 5     | Marilyn Meeker / Larry Pierce         | Vereinigte Staaten     |
| 6     | Ann Martin / Gille Vanasse            | Kanada                 |
| 7     | Svata Staroba / Mirek Staroba         | Kanada                 |
| 8     | Yvonne Littlefield / Roger Campbell   | Vereinigte Staaten     |
| 9     | Rita Paucka / Peter Kwiet             | BR Deutschland         |

Punktrichter waren:
- A. McKechnie  Kanada
- Emil Skákala  Tschechoslowakei
- J. Meudec  Frankreich
- Hermann Schiechtl  BR Deutschland
- L. C. Seagrave  Vereinigtes Königreich
- E. Finsterwald  Schweiz
- J. R. Shoemaker  Vereinigte Staaten

## Medaillenspiegel
| Platz | Land                   | Gold | Silber | Bronze | Gesamt |
| ----- | ---------------------- | ---- | ------ | ------ | ------ |
| 1     | Kanada                 | 1    | 3      | –      | 4      |
| 2     | Frankreich             | 1    | –      | 2      | 3      |
| 3     | Vereinigte Staaten     | 1    | –      | 1      | 2      |
| 4     | Vereinigtes Königreich | 1    | –      | –      | 1      |
| 5     | Niederlande            | –    | 1      | –      | 1      |
| 6     | BR Deutschland         | –    | –      | 1      | 1      |